# South Cerney Castle
South Cerney Castle ist eine Burgruine im Dorf South Cerney in der englischen Grafschaft Gloucestershire. Heute sind von der ohne königliche Erlaubnis Mitte des 12. Jahrhunderts erbauten Motte nur noch flache Erdwerke erhalten, die als Scheduled Monument gelten.

## Beschreibung
Heute existieren von der Burg nur noch leichte Überreste von Erdwerken. Allerdings enthüllten Ausgrabungen Mitte der 1930er-Jahre einen Brunnen mit quadratischem Querschnitt und einiges Material, das dem 16. und 17. Jahrhundert zugeordnet werden konnte, z. B. auch Heller aus der Regierungszeit König Karls I. Später fand man auch Tonwaren aus dem 12. Jahrhundert an dieser Stelle.

## Geschichte
Eine kleine, normannische Burg zum Schutz des strategisch wichtigen Dorfes South Cerney am River Churn wurde von Bazeley und Kennen als diejenige identifiziert, die Miles de Gloucester während der Anarchie errichten ließ, was von anderen Historikern bestätigt wurde. De Gloucester wurde von den Truppen König Stephans 1139 gefangen genommen, aber die Aufzeichnungen darüber sind nicht gesichert und Renn meint, dass Ashton Keynes Castle mit größerer Wahrscheinlichkeit der Ort dieser Ereignisse wäre, und King erwähnt, dass diese Burg oft mit einer Burg in Cerne Abbas in Dorset oder einer verschwundenen Burg in Calne in Wiltshire verwechselt würde.
Das weitere Schicksal der Burg ist nicht bekannt.